# Alice Nine
Gli Alice Nine sono un gruppo musicale giapponese j-rock formatosi nell'aprile del 2004 e precedentemente noti, fino al giugno del 2009, con il nome di alice nine. (アリス九號.?, Arisu kyūgō.).

## Storia del gruppo
Il gruppo si forma nel 2004 grazie a Nao, batterista della band ed ex membro dei Fatima, e debutta nel marzo dello stesso anno.
Il 4 luglio esce il loro primo maxi-singolo e pochi mesi più tardi, a settembre, firmano un contratto con la PS COMPANY, compagnia che li accompagna tuttora. Dopo numerosi live, il 17 novembre pubblicano il primo mini-album che sale fino al terzo posto nella classifica Oricon. A fine gennaio 2005 la band tiene il suo primo live one-man, Bunmeikaika-Kiteretsu Music Show, mentre il 30 marzo esce il nuovo singolo; iniziano allora la loro prima tournée ad aprile e contemporaneamente escono due nuovi singoli, anche i edizione speciale con inclusi i video. Al secondo mini-album uscito il 27 luglio segue un tour per il paese; si conclude il 31 agosto allo Shibuya-Ax. Nel marzo del 2007 il loro singolo JEWELS raggiunge la 6ª posizione dell'Oricon Chart e questo successo permette loro il 25 maggio dello stesso anno di tenere un concerto al J-Rock Revolution di Los Angeles. Altri singoli diventano grandi successi ed evidenziano il distacco del gruppo dall'hard rock preferendo il pop-rock. Il secondo album esce il 28 novembre e vende 20 000 copie raggiungendo la 9ª posizione dell'Oricon Chart. Il singolo del 26 marzo 2008, sigla dell'anime Aquarian Age, vende 13 801 copie solo nella prima settimana ed il seguente 18 771 copie, diventando così il singolo più venduto della loro carriera e raggiungendo la 3ª posizione dell'Oricon Chart; il loro singolo seguente viene utilizzato come sigla finale dell'anime Yu-Gi-Oh! 5D's. Il loro ultimo album è uscito il 14 gennaio 2009, ha venduto 13 111 copie nella prima settimana ed ha raggiunto di nuovo la 3ª posizione dell'Oricon Chart. Il loro ultimo singolo è uscito il 5 agosto di questo anno. Il 30 maggio, Alice Nine partecipano PS COMPANY Event TRIBAL ARIVALL a Shibuya-AX.

## Nome
Il nome della band è stato per cinque anni アリス九號. (?, Arisu kyūgō, "Alice numero 9") con rōmaji ufficiale alice nine., tutto minuscolo e col punto finale, visibile sulle copertine dei dischi e sul materiale promozionale. In un post del 2 giugno 2009 sul suo blog, il cantante Shō annuncia il cambio di nome della band, che passa ufficialmente e per ragioni mediatiche da アリス九號. (o alice nine.) ad un univoco Alice Nine, acquisendo una grafia occidentale che è descritta come più vicina al gusto ed al valore estetico ricercato dalla band.
Nel 2014, cambiano ufficialmente il nome in A9.

## Formazione
- Shō (将?), vero nome Kazamasa Kohara, nato il 05/07/1981 in Hokkaidō, sangue di gruppo 0 - voce
- Hiroto (ヒロト?), vero nome Hiroto Ogata, nato il 04/05/1985 a Tama, Tokyo, sangue di gruppo 0 - chitarra (è sposato con Valeria)
- Tora (虎?), vero nome Shinji Amano, nato il 17/09/1980 nella Prefettura di Kanagawa, sangue di gruppo 0 - chitarra e tastiere
- Saga (沙我?), vero nome Takashi Sakamoto, nato il 24/06/1982 nella Prefettura di Fukushima, sangue di gruppo AB - basso
- Nao (Nao?), vero nome Naoyuki Murai, nato il 31/07/1980 in Hokkaidō, sangue di gruppo A - batteria

## Discografia

### Album
- 2006 - Zekkeishoku (絶景色?); due versioni: edizione normale con CD ed edizione speciale con CD+DVD.
- 2007 - ALPHA (ALPHA?); due versioni: edizione normale con CD ed edizione speciale con CD+DVD.
- 2009 - VANDALIZE (VANDALIZE?); due versioni: edizione normale con CD ed edizione speciale con CD+DVD.
- 2011 - GEMINI (GEMINI?); due versioni: edizione normale con CD ed edizione speciale con CD+DVD.
- 2012 - 9 (9?); due versioni: edizione normale con CD ed edizione speciale con CD+DVD.

### Mini-album
- 2004 - Gion shouja no kane ga naru (祇園盛者の鐘が鳴る?); CD+DVD.
- 2005 - ALICE IN WONDEЯLAND (ALICE IN WONDEЯLAND?); CD+DVD.
- 2005 - Kasou musou shi (華想夢想紙?); CD+DVD.

#### Singoli
- 05/07/2004 - Namae wa, Imada Nai (名前は、未だ無ひ。?); in due versioni con data di uscita e copertine diverse.

1. Time Machine (タイムマシン?)
2. Merou ni Shizun de (メロウに沈んで?)
3. Hana Ichi Yaiba (華一匁?)

- 30/05/2005 - Gin no Tsuki Kuroi Hoshi (銀の月 黒い星?); CD+DVD.

1. Gin no Tsuki Kuroi Hoshi (銀の月 黒い星?)
2. Kousai Stripe (光彩ストライプ?)

- 24/04/2005 - Yami ni Chiru Sakura (闇ニ散ル桜?); CD+DVD.

1. Yami ni Chiru Sakura (闇ニ散ル桜?)
2. Byakuya ni kuroneko (白夜ニ黒猫?)

- 24/04/2005 - Yuri wa Aoku Saite (百合は蒼く咲いて?); CD+DVD.

1. Yuri wa Aoku Saite (百合は蒼く咲いて?)
2. Seija no PARADE (聖者のパレード?)

- 25/01/2006 - Kowloon -NINE HEADS RODEO SHOW- (九龍-NINE HEADS RODEO SHOW?); due versioni: edizione normale con CD ed edizione speciale con CD+DVD

1. Kowloon -NINE HEADS RODEO SHOW- (九龍-NINE HEADS RODEO SHOW?)
2. RED CARPET GOING ON
3. Senjo ni Hanataba wo (戦場に花束を?); Bonus track non presente nell'edizione speciale.

- 22/02/2006 - Akatsuki / Ikuoku no Chandelier (暁 / 幾億のシャンデリア?); due versioni: normal edition CD e special edition CD+DVD

1. Akatsuki (暁?)
2. Ikuoku no Chandelier (幾億のシャンデリア?)
3. Akatsuki (Instrumental) (暁?)
4. Ikuoku no Chandelier (Instrumental) (幾億のシャンデリア?)

- 22/02/2006 - FANTASY (FANTASY?); due versioni: edizione normale con CD ed edizione speciale con CD+DVD

1. FANTASY
2. Lemon (檸檬?)
3. Tentai UMBRELLA (天体アンブレラ?); Bonus track non presente nell'edizione speciale.

- 17/10/2006 - Blue Planet (ブループラネット?); solo in formato digitale scaricabile da internet.

1. Blue Planet (ブループラネット?)

- 21/03/2007 - JEWELS (JEWELS?); due versioni: edizione normale con CD ed edizione speciale con CD+DVD

1. JEWELS
2. ROSARIO
3. "13"

- 06/06/2007 - WHITE PRAYER (WHITE PRAYER?); due versioni: edizione normale con CD ed edizione speciale con CD+DVD

1. WHITE PRAYER
2. Stray Cat (ストレイキャット?)
3. THE LAST EMPIRE

- 24/10/2007 - TSUBASA. (TSUBASA.?); tre versioni: edizione normale con CD, edizione speciale con CD+DVD1 ed edizione speciale con CD+DVD2

1. TSUBASA.
2. Ruri no ame (瑠璃の雨?)
3. FOLLOW ME

- 26/03/2008 - MIRROR BALL (MIRROR BALL?); tre versioni: edizione normale con CD, edizione speciale con CD+DVD1 ed edizione speciale con CD+DVD2

1. MIRROR BALL
2. Kiseki (奇跡?)
3. Eraser -Memoire d'une fleur- (イレイザー -Memoire d'une fleur-?); brano presente solo nelle edizioni limitate.

- 06/08/2008 - RAINBOWS (RAINBOWS?); tre versioni: edizione normale con CD, edizione limitata tipo A con CD+libretto di 40 pagine ed edizione limitata tipo B con CD+DVD.

1. RAINBOWS
2. Strawberry Fuzz (ストロベリー ファズ?)
3. Kochou Ran (胡蝶蘭?)

- 10/12/2008 - CROSS GAME (CROSS GAME?); due versioni: edizione normale con CD ed edizione speciale con CD+DVD

1. CROSS GAME
2. [atmosphere]
3. Mugen -electric eden- (夢幻 -electric eden-?)

- 05/08/2009 - Hana (華?); tre versioni: edizione normale con CD, edizione speciale con CD+DVD1 ed edizione speciale con CD+DVD2

1. Hana (華?)
2. SLEEPWALKER
3. High and Low (ハイ・アンド・ロウ?)

- 25/08/2010 - Senkou (閃光?); tre versioni[3]

1. Senkou (閃光?)
2. Le Grand Bleu
3. Solar Eclipse
4. Namida no Basho (涙の在る場所?)

### Videografia

#### Raccolte di videoclip
- 04/10/2006 - NUMBER SIX; in versione normale e limitata.
- 02/07/2008 - alice in pictures I; prima parte della raccolta di tutti i video fino alla data di uscita.
- 02/07/2008 - alice in pictures II; seconda parte della raccolta di tutti i video fino alla data di uscita.

#### Live
- 2005 - Peace & Smile Carnival tour 2005 (Peace & Smile Carnival tour 2005?).
- 12/01/2006 - ALICE IN WONDEЯFILM.
- 24/01/2007 - HELLO, DEAR NUMBERS; in versione normale e limitata con il dopo concerto.
- 29/10/2008 - alice nine. tour 2008 DISCOTHEQUE play like "A" RAINBOWS -enter&exit-.